# Fréquence Max
Fréquence maximum ou Fréquence Max est une émission radiophonique française créée et animée par Max Meynier, diffusée de 1983 à 1986 sur la station RTL. 
Elle avait succédé à une autre célèbre émission de Max Meynier, Les routiers sont sympa.
Le pendant de Fréquence Max sur la station concurrente RMC s'appelait Billie Bravo. La zone d'écoute des émetteurs de ces deux stations couvrait la France entière et les pays limitrophes. Les routiers, à l'écoute de l'une des deux stations, pouvaient ainsi adresser des messages à leurs proches.[réf. souhaitée]